# Patio del Coral (Algeciras)

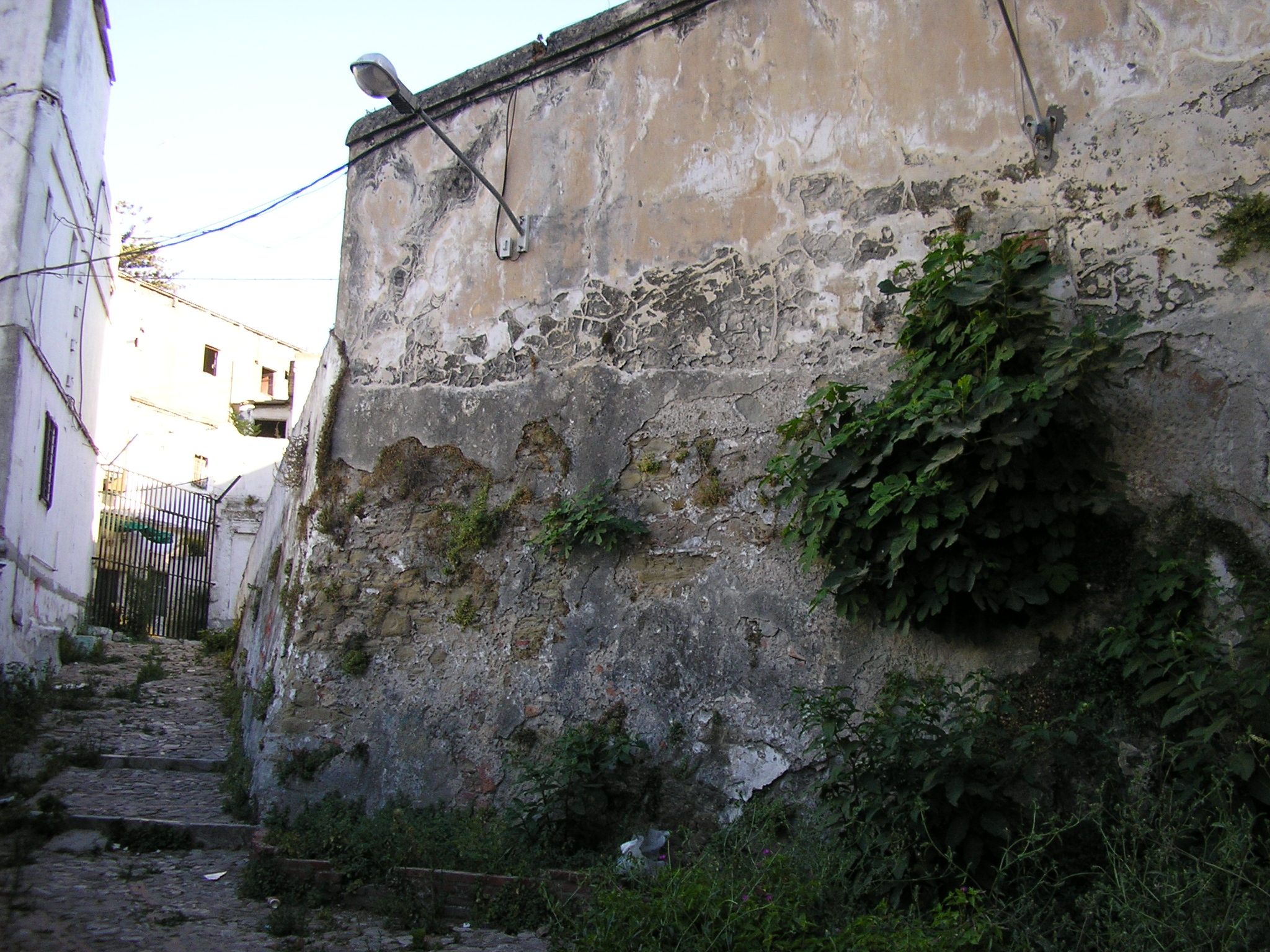
Rampa de acceso desde el río de la Miel.

El patio del Coral es una zona de la ciudad española de Algeciras, comunidad autónoma de Andalucía, de especial importancia histórica y arqueológica como testimonio de la arquitectura tradicional de la ciudad y por la presencia de los restos de una de las puertas de acceso de la ciudad medieval.
La zona denominada Patio del Coral es una de las vías de acceso a la Villa Vieja de Algeciras por el norte adyacente al cauce del río de la Miel. Su acceso desde el río se realiza a través de una rampa que es el elemento más importante de la zona al haber sido identificada como parte de una de las puertas medievales de acceso a la Villa sur de Al-Yazirat Al-Hadra. Esta puerta, identificada hoy día en las fuentes como la llamada Puerta de Mar, permitía el acceso al puerto medieval situado en el antiguo estuario. Las edificaciones del entorno se corresponden con viviendas unifamiliares de escaso interés arquitectónico pero alto valor etnográfico como parte de la arquitectura tradicional tan escasa hoy día en la ciudad. 
En los alrededores de la plaza del Coral es posible observar varias construcciones de notable interés arquitectónico. El Hotel Anglo-Hispano y el nuevo edificio del Kursaal enmarcan la entrada desde la Villa Nueva por la rampa medieval mientras que el Parque de las Acacias y diversas construcciones de principios del siglo XX pertenecientes a la abundante colonia británica de esa zona de la ciudad se encuentran al zona sur del conjunto.

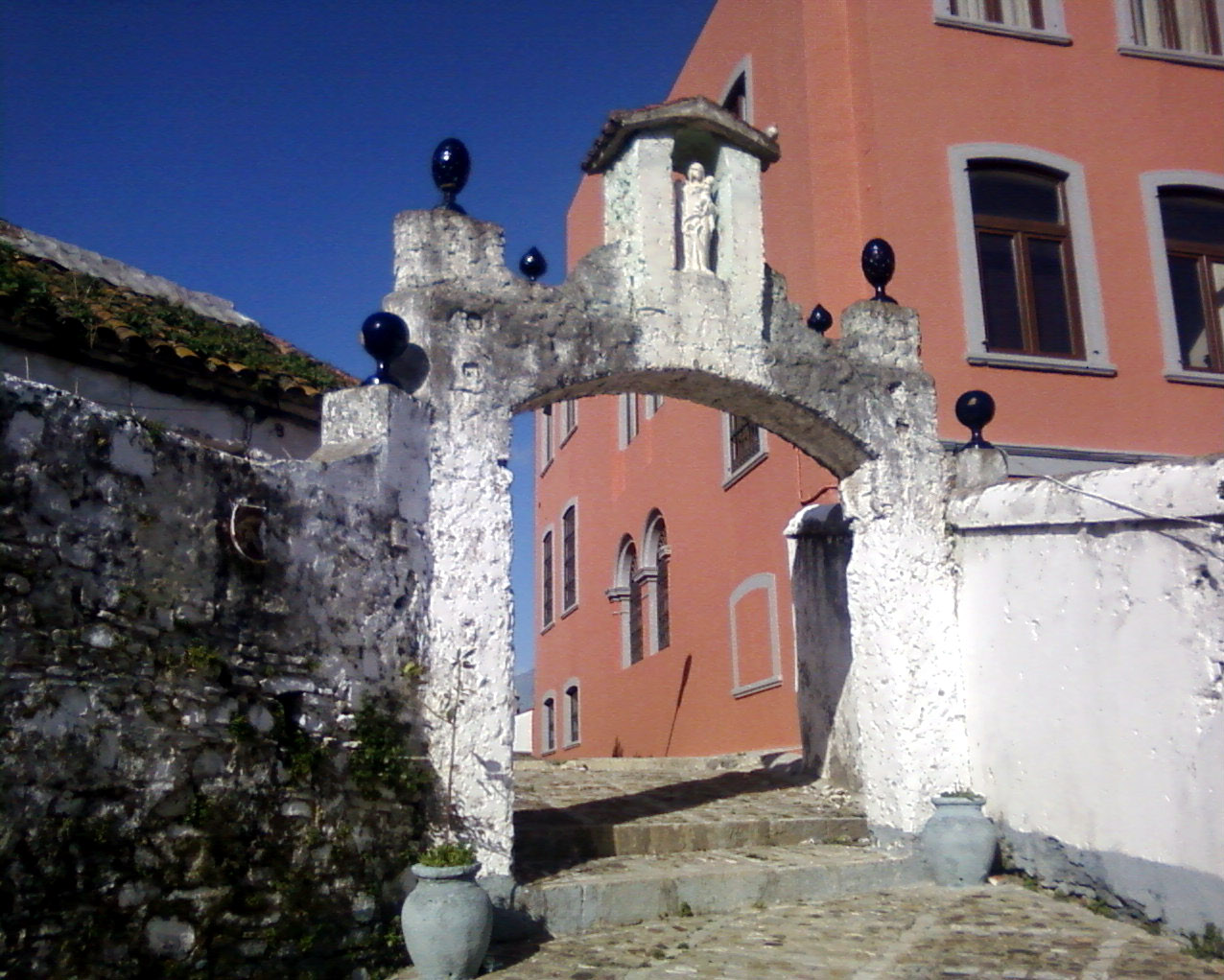
Puerta de la Plaza del Coral.

A pesar del gran interés que esta zona de la ciudad tiene, ha de tenerse en cuenta que es uno de los escasos restos de la medina árabe de Algeciras, la conservación del patio y sus alrededores es muy deficiente. Dentro de la clasificación establecida en el Plan General de Ordenación Urbana de Algeciras (PGOU) se ubica al Patio del Coral dentro de zona de grado 4 como área protegida por su peculiar importancia histórica y etnográfica. También ha sido identificada como zona de especial rehabilitación e integración dentro del sistema de espacios libres de la ciudad, siendo especialmente importante que las futuras actuaciones urbanísticas en su entorno respeten las características estructurales y constructivas. Por todo ello la actuación de recuperación e integración en el conjunto urbano de esta zona de la Villa Vieja es una de las prioridades urbanísticas de la ciudad de Algeciras. A lo largo de 2009 se producirá la urbanización de la desembocadura del río de la Miel con la construcción de un parque urbano denominado Jardín de Humm Hakim que pondrá en valor el Patio del Coral y las zonas adyacentes.